# Veronica Giannone
Veronica Giannone (Galatina, 17 luglio 1981) è una politica italiana.

## Biografia
Ha conseguito il diploma tecnico commerciale. Si iscrive in seguito al corso di laurea “Beni culturali”, interromperà poi gli studi universitari senza così conseguire la laurea. È fondatrice di un'associazione culturale no profit che crea eventi artistici. È consigliere della Fondazione Italia USA.

### Attività politica
Eletta nel 2018 deputata della XVIII legislatura nelle liste del Movimento 5 Stelle, è segretario della Commissione Parlamentare per l'Infanzia e l'Adolescenza. 
È inoltre membro, dal 22 luglio 2020, della II Commissione Giustizia. 
Dal 21 giugno 2018 al 22 luglio 2020 è stata, invece, membro della XI Commissione Lavoro pubblico e privato.
Il 1º luglio 2019 è stata comunicata la sua espulsione dal gruppo parlamentare del Movimento 5 Stelle assieme alla deputata Gloria Vizzini per "ripetute violazioni dello Statuto e del Codice Etico del MoVimento 5 Stelle e dello Statuto del Gruppo Parlamentare del MoVimento alla Camera" fra cui vengono segnalate le assenze alle votazioni finali di vari provvedimenti e le votazioni in difformità dal Gruppo e confluisce nel Gruppo misto.
Il 15 luglio 2020 entra a far parte della componente del Misto Noi con l'Italia-USEI-Cambiamo!-Alleanza di Centro.
Il 20 gennaio 2021 aderisce a Forza Italia. Abbandona il partito il 14 settembre 2022.
In seguito aderisce a Vita candidandosi alle elezioni europee del 2024 nella circoscrizione Italia Meridionale tra le file di Libertà, lista anti sistema promossa da Cateno De Luca. Con circa 570 preferenze non è eletta e la lista non supera la soglia di sbarramento del 4%.

## Vita privata
È sposata e ha 2 figli.